# Hiroe Makiyama
Hiroe Makiyama (牧山 弘恵, Makiyama Hiroe), née le 29 septembre 1964, est une femme politique japonaise, représentant la préfecture de Kanagawa à la Chambre des conseillers du Japon pour le Parti démocrate du Japon, puis pour le Parti démocrate constitutionnel japonais.

## Jeunesse, études et carrière pré-électorale
Hiroe Makiyama naît le 29 septembre 1964 à Tokyo. Ses parents divorcent alors qu'elle est très jeune, faisant de Makiyama l'objet de moqueries et de violence. Elle déménage alors chez ses grands parents, dans la préfecture de Gunma, pour continuer ses études. Makiayama débute le bénévolat à l'âge de 16 ans, notamment auprès d'Amnesty International. Elle effectue ses études supérieures à l'International Christian University en 1987.
Depuis son jeune âge, elle admire Kaoru Kanetaka (ja), une présentatrice de la chaîne TBS, faisant naître en elle un désir de travailler pour la chaîne. Elle rejoint le groupe en 1987, en tant qu'assistante de réalisation. Au bout de deux ans, Makiyama décide de compléter son expertise et poursuit ses études aux États-Unis, à la Cooley Law School (en) dans le Michigan. Après avoir échoué une première fois l'examen du barreau en 1992, elle obtient son diplôme en 1993, et rejoint un cabinet d'avocats aux États-Unis.
De retour au Japon, elle devient responsable des affaires juridiques pour Shōchiku, une entreprise spécialisée dans la production et réalisation audiovisuelle.

## Carrière électorale
En 2005, Makiyama sent le désir de s'engager en politique, notamment pour offrir un monde meilleur à ses enfants. Elle rejoint alors le Parti démocrate du Japon et est nommée candidate par ce dernier aux élections partielles à la Chambre des conseillers du Japon de 2005, dans la circonscription de Kanagawa. Elle perd cette élection au profit de Yoriko Kawaguchi, ancienne ministre des affaires étrangères. Elle se représente en 2007 dans la même circonscription, lors des élections à la Chambre des conseillers de la même année, et est cette fois élue, faisant son entrée à la Diète du Japon. Elle rejoint plusieurs commissions, dont celle consacrée aux questions de santé.
Makiyama est candidate à sa réélection lors des élections à la Chambre des conseillers du Japon de 2013, et parvient à conserver son siège, avec moins de 20 000 voix d'avance sur la candidate du Parti communiste japonais Kimie Hatano,. En 2016, elle rejoint le nouvellement formé Parti démocrate progressiste, issu de la fusion du PDJ et d'une section du Parti japonais de l'innovation. En 2018, elle rejoint le Parti démocrate constitutionnel. Lors de l'élection à la Chambre des conseillers du Japon de 2019, elle conserve son siège. En 2021, elle soutient la candidature de Kenta Izumi pour la direction du PDC, et continue d'obtenir des postes importants dans l'organigramme du parti.
En 2024, Makiyama est annoncée comme candidate une nouvelle fois à sa succession, toujours dans la circonscription de Kanagawa, et est celle fois en concurrence avec une autre candidate du PDC, Motoko Mizuno. À l'issue de ce scrutin, elle est réélue pour un quatrième mandat.

## Prises de positions
Makiyama se déclare opposée à une révision de la Constitution antimilitariste japonaise, révision soutenue par le Parti libéral-démocrate.
Fortement opposée à la reprise des activités des centrales nucléaires japonaises, elle lutte contre l'utilisation de l'énergie nucléaire, qu'elle soit militaire ou civile.
Makiyama se déclare strictement opposée à la visite de personnalités politiques au sanctuaire Yasukini, sanctuaire shinto, symbole du passé colonialiste du Japon et des nationalistes. Elle estime également qu'il ne faut pas revenir sur la déclaration Murayama, exprimant des excuses officielles du Japon pour les souffrances qu'il a infligées lors du XXe siècle.
Sur le plan sociétal, Makiyama se déclare favorable à la légalisation du mariage des personnes de même sexe, à l'introduction d'un système de quotas favorisant l'accession des femmes à des postes plus important, ainsi qu'à la mise en place d'une législation permettant aux conjoints de conserver leurs noms après le mariage. Elle soutient également le maintien des femmes dans la famille impériale japonaise, même après leur mariage, ainsi que l'ascension d'une femme sur le trône de Chrysanthème.

## Vie privée
Makiyama est mariée et mère de deux enfants, une fille et un fils.